# Závazek
Závazek čili obligace (též závazkový právní poměr) znamená vztah mezi dvěma lidmi nebo skupinami, z něhož jedné (dlužníku) z nich plyne povinnost v budoucnosti něco dát, udělat, případně nedělat, kdežto druhé naopak oprávnění splnění závazku očekávat, případně i vymáhat (věřitel). Závazek může být právní, který lze při nesplnění vymáhat vnějšími prostředky a sankcemi, anebo mravní, který takto vymáhat nelze. Závazky vznikají buď vědomým aktem (slibem), anebo nějakou novou skutečností; tak zápůjčkou vzniká dluh zapůjčené vrátit, narozením dítěte vzniká rodičům povinnost se o ně postarat.
Pokud se na závazek druhé osoby lze více méně spolehnout, tj. očekávat jeho splnění, je to základní způsob, jakým člověk omezuje rizika, plynoucí z nejisté budoucnosti. Proto všechna známá lidská společenství kladou velký důraz na „dodržení slova“ a vůbec na plnění závazků. Nesplnění závazku se často hodnotí jako ztráta cti a někde i různě trestá.

## Závazek a dar
Francouzský etnolog Marcel Mauss si jako první všiml významu darů v archaických společnostech a ve slavné knize "Esej o daru" ukázal, že smyslem darů není především darovaný předmět, nýbrž vytváření a udržování sítě závazků v těchto společnostech. Proto mohou například v polynéské kule dary obíhat. Systém darů podle Mausse znamená trojí závazek každého dospělého člena společnosti:
1. zúčastnit se směny darů
2. dar přijmout a
3. ve vhodné chvíli nějak oplatit.

Na rozdíl od moderní směny, jejímž cílem je získat žádoucí věc nebo službu, ve výměně darů se dar nesmí oplácet hned, což by se pokládalo za odmítnutí. Systém závazků, vzniklých ve směně darů, je tak v tradičních společnostech důležitou společenskou pojistkou pro případ neštěstí nebo hladomoru.

## Závazek v právu
Uznání principu závazku je jedním ze základních a nezbytných předpokladů platnosti práva. Závazek (obligace) je v právu individuální vztah mezi dvěma či více (fyzickými nebo právnickými) osobami, který dlužníka zavazuje vůči věřiteli k určitému plnění, což je povinnost něco dát, něco konat, něčeho se zdržet nebo něco strpět. Při neplnění se věřitel může svého oprávnění, tzv. pohledávky, domáhat žalobou proti dlužníkovi v prodlení se splněním dluhu. Závazkem ale není pouhá společenská úsluha.
Závazek vzniká zejména uzavřením smlouvy, ale také způsobením škody, bezdůvodným obohacením, případně i z jiných zákonných skutečností. Obsah závazku lze vždy změnit dohodou účastníků (kumulativní novace), automaticky se pak mění prodlením dlužníka i věřitele; v době jeho trvání se také mohou změnit jeho účastníci, např. postoupením pohledávky jinému věřiteli, převzetím dluhu nebo tím, že k závazku přistoupí nový, resp. další dlužník. Kvůli větší jistotě věřitele jej lze zajistit či utvrdit i dalšími právními instituty, jako je např. smluvní pokuta, ručení nebo uznání dluhu. Závazek zanikne především splněním (soluce), ale také výpovědí, dohodou o jeho nahrazení jiným závazkem (privativní novace) nebo o jeho zániku bez náhrady, jestliže se stane plnění nemožným, uplynutím doby, na kterou byl omezen, započtením, narovnáním nebo splynutím, jestliže právo s povinností splynou v jedné osobě (např. dlužník zdědí pohledávku za svou osobou).

## Obligace v bankovnictví
Obligace čili dluhopis je cenný papír, listina, která vyjadřuje závazek emitenta vyplatit držiteli nějakou částku peněz. Z takových obligací vznikly kdysi bankovky a konec konců bankovka dodnes funguje jako univerzální poukázka na různé druhy zboží a služeb, zaručená státní bankou. Její „platnost“ závisí na tom, zda je „dlužník“ čili emitent schopen a ochoten plnit závazek, který na sebe vydáním dluhopisu vzal.